# 광안교통
광안교통은 부산광역시 수영구에 있는 마을버스 운송업체이다.

## 차고지
- 부산광역시 수영구 망미번영로 105 (망미동) (본사)

## 운행 노선
- 수영2번 (수영강변3차e편한세상아파트 ~ 남천 삼익비치아파트)
- 수영2-1번 (센텀시티~민락매립지공영주차장)

## 보유 차량
카운티로만 운행한다.